# Élections au Parlement de Galice de 2001
Les élections au Parlement de Galice de 2001 (en espagnol : elecciones al Parlamento de Galicia de 2001, en galicien : eleccións ao Parlamento de Galicia de 2001) se tiennent le dimanche 21 octobre 2001, afin d'élire les 75 députés de la VIe législature du Parlement de Galice pour un mandat de quatre ans.
Avec une abstention en hausse, le scrutin voit le Parti populaire du président de la Junte Manuel Fraga obtient une quatrième majorité absolue consécutive. Le recul du Bloc nationaliste galicien, une première depuis 1985, au profit du Parti socialiste, qui met un terme à douze ans de reflux, est le principal enseignement de ce scrutin. Là où le PP profite du fort leadership de Manuel Fraga, le BNG échoue à s'ériger en véritable alternative nationaliste, faute de conquérir l'électorat traditionnel du PP.
Six semaines après la tenue des élections, Manuel Fraga est investi pour un quatrième mandat avec le seul soutien des députés de son parti.

## Contexte
Le Parti populaire (PP) du président de la Junte Manuel Fraga remporte les élections régionales du 19 octobre 1997 avec 42 députés et 52 % des voix, obtenant sa troisième majorité absolue en sièges et dépassant pour la deuxième fois les 50 % des suffrages exprimés. Le Bloc nationaliste galicien (BNG) devient la principale force de l'opposition et la deuxième formation parlementaire après avoir dépassé la coalition de gauche formée autour du Parti socialiste (PSdeG-PSOE). Grâce au vote massif des expatriés en sa faveur, le Parti populaire rassemble plus de 800 000 suffrages exprimés et récupère un député au BNG dans la circonscription de La Corogne.
Le 3 décembre suivant, Manuel Fraga est investi président de la Junte de Galice pour un troisième mandat consécutive, par 42 voix pour et 33 voix contre, seul le Parti populaire lui accordant sa confiance. Il prête serment le 9 décembre et son nouvel exécutif de 12 membres est assermenté dès le lendemain.
Bien qu'il reste en tête, le Parti populaire subit son premier revers après une décennie de pouvoir au cours des élections municipales du 13 juin 1999. Alors qu'il gouvernait cinq des sept plus grandes villes de Galice, il ne conserve que Orense, avec une solide majorité absolue. Le PSOE renforce sa majorité à La Corogne, garde la mairie de Saint-Jacques-de-Compostelle et se trouve en mesure de conquérir Lugo, où la gauche n'a jamais gouverné. Bien qu'il ne réédite pas le dépassement du PSOE, le Bloc nationaliste galicien progresse en voix et en mairies, puisqu'il a la capacité de gouverner Vigo, la ville la plus peuplée de la communauté autonome, ainsi que Pontevedra et Ferrol.
Lors des élections générales du 12 mars 2000, le Parti populaire ne subit toujours pas d'usure du pouvoir et s'impose largement en Galice avec 53 % des voix. Si le Bloc nationaliste galicien parvient à progresser de 12 % à 19 %, il ne remporte qu'un député de plus et en totalise trois, loin des cinq qu'il visait afin de constituer un groupe parlementaire au Congrès des députés.

## Mode de scrutin

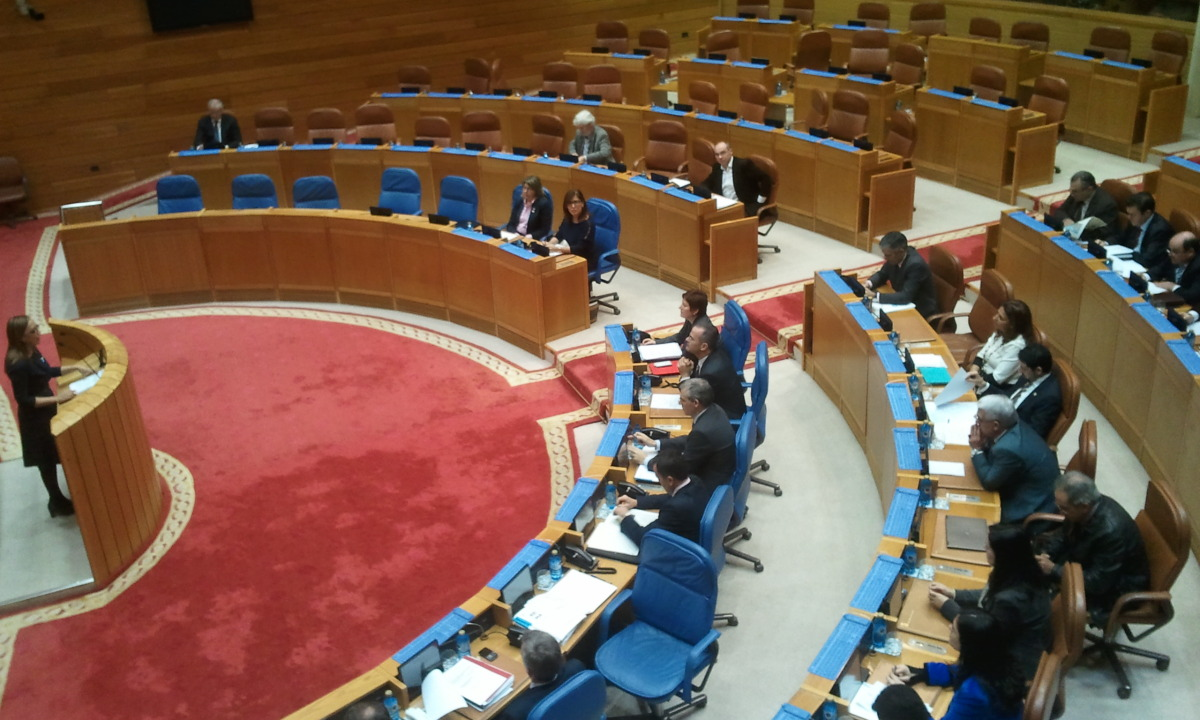
Hémicycle du Parlement de Galice.

Le Parlement de Galice (Parlamento de Galicia) est une assemblée parlementaire monocamérale constituée de 75 députés (diputados), élue pour une législature de quatre ans au suffrage universel direct selon les règles du scrutin proportionnel D'Hondt par l'ensemble des personnes résidant dans la communauté autonome où résidant momentanément à l'extérieur de celle-ci, si elles en font la demande.

### Convocation du scrutin
Conformément à l'article 11 du statut d'autonomie, le Parlement est élu pour un mandat de quatre ans. L'article 12 de la loi électorale galicienne du 13 août 1985 précise que les élections sont convoquées au moyen d'un décret du président de la Junte de Galice, publié au Journal officiel. La première disposition finale de cette même loi dispose que loi électorale relative au Congrès des députés s'applique pour tout ce qu'elle-même ne prévoit pas.

### Nombre de députés par circonscription
Puisque l'article 11 du statut d'autonomie ne prévoit aucun nombre minimal de députés, l'article 9 de la loi électorale indique que le nombre de parlementaires est fixé à 75 et attribue à chaque circonscription 10 sièges d'office, les 35 mandats restant étant distribués en fonction de la population provinciale. L'article 11 du statut énonce en effet que « Dans tous les cas, la province sera la circonscription électorale. ».
Le décret de convocation des élections, publié le 28 août 2001, dispose que les sièges sont répartis ainsi : 
| Circonscriptions | Députés |
| ---------------- | ------- |
| La Corogne       | 24      |
| Lugo             | 15      |
| Ourense          | 14      |
| Pontevedra       | 22      |

### Présentation des candidatures
Peuvent présenter des candidatures, : 
- les partis ou fédérations politiques enregistrées auprès du registre des associations politiques du ministère de l'Intérieur ;
- les coalitions électorales de ces mêmes partis ou fédérations dûment constituées et inscrites auprès de la commission électorale au plus tard 10 jours après la convocation du scrutin ;
- et les électeurs de la circonscription, à condition de représenter au moins 1 % des inscrits.

### Répartition des sièges
Seules les listes ayant recueilli au moins 5 % des suffrages valides — ce qui inclut les bulletins blancs — dans une circonscription peuvent participer à la répartition des sièges à pourvoir dans cette circonscription, qui s'organise en suivant différentes étapes, : 
- les listes sont classées en une colonne par ordre décroissant du nombre de suffrages obtenus ;
- les suffrages de chaque liste sont divisés par 1, 2, 3... jusqu'au nombre de députés à élire afin de former un tableau ;
- les mandats sont attribués selon l'ordre décroissant des quotients ainsi obtenus.

Lorsque deux listes obtiennent un même quotient, le siège est attribué à celle qui a le plus grand nombre total de voix ; lorsque deux candidatures ont exactement le même nombre total de voix, l'égalité est résolue par tirage au sort et les suivantes de manière alternative.

## Campagne

### Principales forces politiques
| Force politique | Force politique                                                                   | Force politique | Chef de file                         | Idéologie                                                                       | Résultats en 1997           |
| --------------- | --------------------------------------------------------------------------------- | --------------- | ------------------------------------ | ------------------------------------------------------------------------------- | --------------------------- |
|                 | Parti populaire (es) Partido Popular                                              | PP              | Manuel Fraga (Président de la Junte) | Centre droit à droite Libéral-conservatisme, démocratie chrétienne, galléguisme | 52,19 % des voix 42 députés |
|                 | Bloc nationaliste galicien (gl) Bloque Nacionalista Galego                        | BNG             | Xosé Manuel Beiras                   | Gauche Nationalisme galicien, nationalisme de gauche, socialisme démocratique   | 24,78 % des voix 18 députés |
|                 | Parti des socialistes de Galice-PSOE (gl) Partido dos Socialistas de Galicia-PSOE | PSdeG-PSOE      | Emilio Pérez Touriño                 | Centre gauche Social-démocratie, progressisme, galléguisme                      | 19,46 % des voix 13 députés |

## Résultats

### Voix et sièges

#### Total régional
|                          |                                                         |           |        |               |        |               |  |  |  |
| Parti                    | Parti                                                   | Voix      | %      | +/-           | Sièges | +/-           |  |  |  |
|                          | Parti populaire (PP)                                    | 791 885   | 51,62  | 0,57          | 41     | 1             |  |  |  |
|                          | Bloc nationaliste galicien (BNG)                        | 346 430   | 22,58  | 2,20          | 17     | 1             |  |  |  |
|                          | Parti des socialistes de Galice-PSOE (PSdeG-PSOE)       | 334 819   | 21,83  | 2,37          | 17     | 4             |  |  |  |
|                          | Esquerda Unida-Izquierda Unida (EU-IU)                  | 10 431    | 0,68   | 0,20          | 0      | en stagnation |  |  |  |
|                          | Démocratie progressiste galicienne (DPG)                | 6 938     | 0,45   | 0,27          | 0      | en stagnation |  |  |  |
|                          | Gauche de Galice (EG)                                   | 5 001     | 0,33   | Nv            | 0      | 2             |  |  |  |
|                          | Parti des indépendants et des professionnels (Autonomo) | 4 481     | 0,29   | 0,16          | 0      | en stagnation |  |  |  |
|                          | Parti humaniste (PH)                                    | 4 137     | 0,27   | 0,05          | 0      | en stagnation |  |  |  |
|                          | Front populaire galicien (FPG)                          | 3 176     | 0,21   | en stagnation | 0      | en stagnation |  |  |  |
|                          | Parti social et démocrate de droit (PSDD)               | 646       | 0,04   | 0,03          | 0      | en stagnation |  |  |  |
|                          | Blancs                                                  | 25 988    | 1,69   | 0,38          |        |               |  |  |  |
|                          |                                                         |           |        |               |        |               |  |  |  |
| Suffrages exprimés       | Suffrages exprimés                                      | 1 533 939 | 99,30  |               |        |               |  |  |  |
| Votes invalides          | Votes invalides                                         | 10 755    | 0,70   |               |        |               |  |  |  |
| Total                    | Total                                                   | 1 544 694 | 100,00 | –             | 75     | en stagnation |  |  |  |
| Abstentions              | Abstentions                                             | 1 022 976 | 39,84  |               |        |               |  |  |  |
| Inscrits / participation | Inscrits / participation                                | 2 567 670 | 60,16  |               |        |               |  |  |  |

#### Par circonscription
| Circonscription | Circonscription | La Corogne | La Corogne | La Corogne | La Corogne    | Lugo    | Lugo    | Lugo   | Lugo          | Ourense | Ourense | Ourense | Ourense       | Pontevedra | Pontevedra | Pontevedra | Pontevedra    |
| --------------- | --------------- | ---------- | ---------- | ---------- | ------------- | ------- | ------- | ------ | ------------- | ------- | ------- | ------- | ------------- | ---------- | ---------- | ---------- | ------------- |
|                 |                 |            |            |            |               |         |         |        |               |         |         |         |               |            |            |            |               |
| Sièges          | Sièges          | 24         | 24         | 24         | en stagnation | 15      | 15      | 15     | en stagnation | 14      | 14      | 14      | en stagnation | 22         | 22         | 22         | en stagnation |
|                 |                 |            |            |            |               |         |         |        |               |         |         |         |               |            |            |            |               |
|                 |                 | Nombre     | Nombre     | %          | %             | Nombre  | Nombre  | %      | %             | Nombre  | Nombre  | %       | %             | Nombre     | Nombre     | %          | %             |
| Inscrits        | Inscrits        | 1 039 786  | 1 039 786  | 100,00     | 100,00        | 345 598 | 345 598 | 100,00 | 100,00        | 350 643 | 350 643 | 100,00  | 100,00        | 831 643    | 831 643    | 100,00     | 100,00        |
| Abstentions     | Abstentions     | 425 767    | 425 767    | 40,95      | 40,95         | 122 541 | 122 541 | 35,46  | 35,46         | 138 351 | 138 351 | 39,46   | 39,46         | 336 317    | 336 317    | 40,44      | 40,44         |
| Votants         | Votants         | 614 019    | 614 019    | 59,05      | 59,05         | 223 057 | 223 057 | 64,54  | 64,54         | 212 292 | 212 292 | 60,54   | 60,54         | 495 326    | 495 326    | 59,56      | 59,56         |
| Nuls            | Nuls            | 4 280      | 4 280      | 0,70       | 0,70          | 1 598   | 1 598   | 0,72   | 0,72          | 1 268   | 1 268   | 0,60    | 0,60          | 3 609      | 3 609      | 0,73       | 0,73          |
| Exprimés        | Exprimés        | 609 739    | 609 739    | 99,30      | 99,30         | 221 459 | 221 459 | 99,28  | 99,28         | 211 024 | 211 024 | 99,40   | 99,40         | 491 717    | 491 717    | 99,27      | 99,27         |
|                 |                 |            |            |            |               |         |         |        |               |         |         |         |               |            |            |            |               |
| Partis          | Partis          | Voix       | %          | Sièges     | +/−           | Voix    | %       | Sièges | +/−           | Voix    | %       | Sièges  | +/−           | Voix       | %          | Sièges     | +/−           |
|                 | PP              | 296 734    | 48,67      | 12         | 1             | 124 042 | 56,01   | 9      | en stagnation | 121 073 | 57,37   | 8       | en stagnation | 250 036    | 50,85      | 12         | en stagnation |
|                 | BNG             | 146 816    | 24,08      | 6          | en stagnation | 43 252  | 19,53   | 3      | en stagnation | 42 780  | 20,27   | 3       | en stagnation | 113 582    | 23,10      | 5          | 1             |
|                 | PSdeG-PSOE      | 139 662    | 22,91      | 6          | 1             | 47 838  | 21,60   | 3      | en stagnation | 40 695  | 19,28   | 3       | en stagnation | 106 624    | 19,28      | 5          | 1             |
|                 | Autres          | 15 175     | 2,49       |            |               | 3 568   | 1,61    |        |               | 4 036   | 1,91    |         |               | 12 031     | 2,45       |            |               |
|                 | Blanc           | 11 352     | 1,86       | 2 752      | 1,24          | 2 440   | 1,16    | 9 444  | 1,92          |         |         |         |               |            |            |            |               |

## Analyse

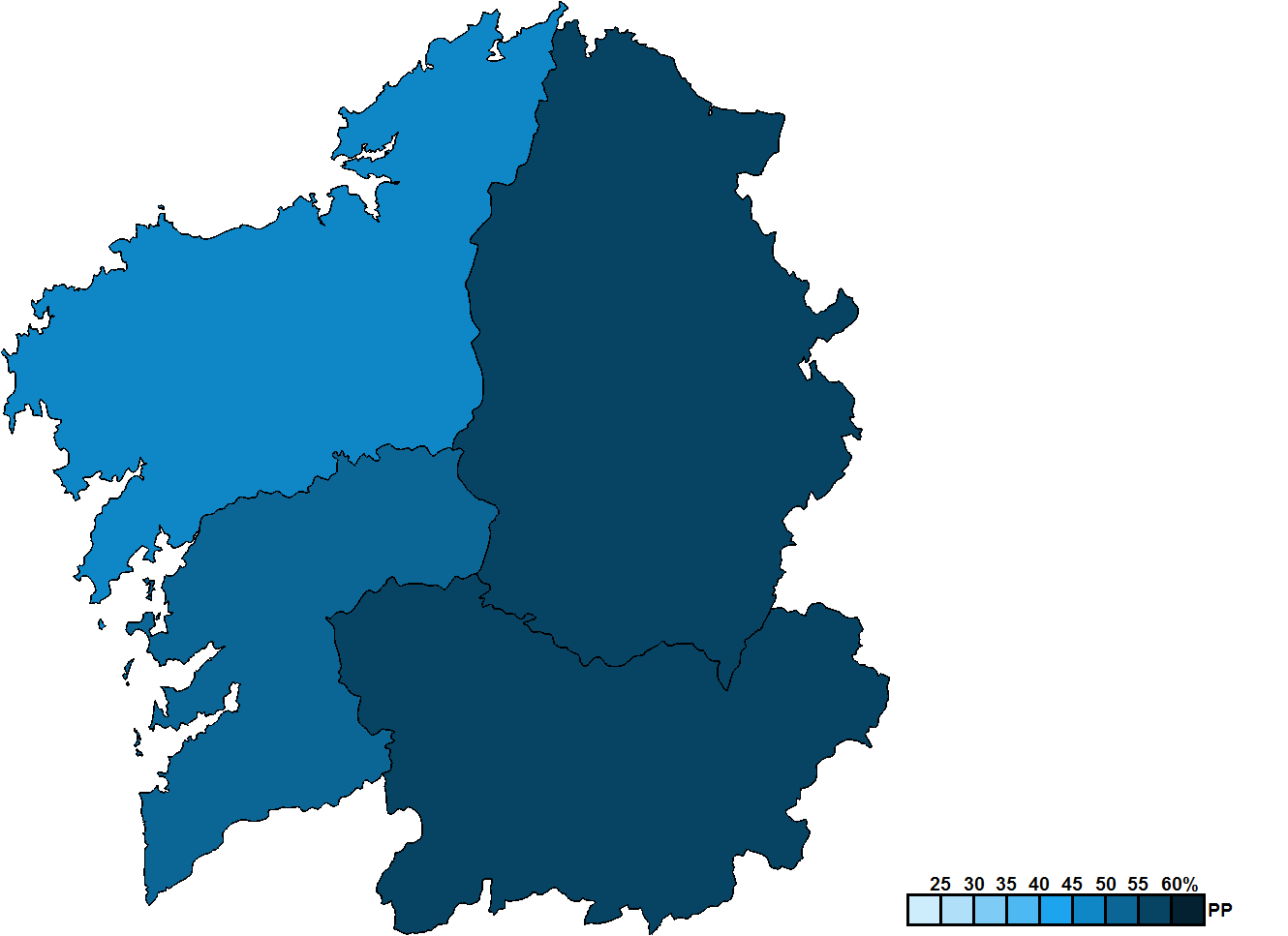
Parti arrivé en tête par circonscription et intensité de son score.

La participation des Galiciens hors expatriés marque un recul de l'ordre d'un point et demi de pourcentage. À la météo pluvieuse, un classique des dimanches de vote en Galice, vient s'ajouter le désintérêt des électeurs pour la campagne, généré par l'absence de surprise quant au résultat final au regard des sondages et la récente survenue des attentats du 11 septembre 2001 qui ont accaparé l'actualité médiatique au détriment de la campagne électorale.
Le Parti populaire (PP) du président de la Junte Manuel Fraga s'impose pour la quatrième fois consécutive avec la majorité absolue et 25 points de pourcentage d'avance sur la deuxième force politique, mais contrairement aux deux précédents scrutins, il y a plus d'abstentionnistes que de votants en sa faveur. Selon La Voz de Galicia, cet enchaînement de victoire s'explique par la reconnaissance des qualités de chef de Manuel Fraga, son identification comme partie prenante de l'identité régionale, sa communication de style populiste, la puissance de l'appareil du Parti populaire, très bien implanté dans toute la communauté autonome, et l'absence d'alternative réelle parmi les forces politiques opposantes. Contrairement à ses prétentions initiales et à ce qu'il s'était passé en 1997, le Parti populaire échoue à reprendre un siège de député avec le compte des votes des expatriés, 712 voix lui manquant pour ce faire dans la circonscription de La Corogne.
Principal enseignement du scrutin, le résultat du Bloc nationaliste galicien (BNG) est en recul, pour la première fois depuis 1985. Il reste cependant la deuxième force parlementaire, devançant d'environ 20 000 voix le Parti socialiste (PSdeG-PSOE). Subissant un nouvel échec après les élections générales de l'année précédente, il échoue à convaincre les déçus du PP de le rejoindre, à mobiliser l'électorat de gauche sur la possibilité d'une alliance avec les socialistes en cas de majorité relative du Parti populaire et à forger une alternative nationaliste à l'image de ce que sont CiU en Catalogne et le PNV au Pays basque, qui bénéficient eux du soutien du monde rural et des petites classes moyennes.
Le nouveau chef de file de la social-démocratie, Emilio Pérez Touriño, parvient à stopper douze années consécutives de reflux électoral et gagne deux nouveaux députés. Il surpasse le BNG dans la circonscription de Lugo et lui prend un siège de député dans la circonscription de La Corogne, fief de Francisco Vázquez, maire de la capitale provinciale, socialiste anti-nationaliste et particulièrement déférent envers Manuel Fraga. Le décompte des votes des expatriés réduit l'écart entre les deux formations de gauche à 11 500 voix mais ne permet pas au PSdeG-PSOE de redevenir le premier parti d'opposition.

## Conséquences
Le 5 décembre 2001, Manuel Fraga est investi président de la Junte pour un quatrième mandat par 41 voix pour et 34 voix contre. Si seul le Parti populaire lui accorde sa confiance, le chef de file du Bloc nationaliste galicien Xosé Manuel Beiras surprend l'ensemble de l'hémicycle et des observateurs en se disant favorable à la proposition du président réélu d'un « dialogue institutionnel constructif ». Il prête serment dix jours plus tard devant le Parlement, tandis que la cérémonie publique en présence de plusieurs milliers de joueurs de cornemuse est marquée par des manifestations étudiantes et syndicales. Son quatrième gouvernement de 14 membres, qu'il nomme le jour de son assermentation, entre en fonction le 17 décembre après avoir prêté serment.